# Петровка (Пономарёвский район)
Петровка — посёлок в Пономарёвском районе Оренбургской области в составе Максимовского сельсовета.

## География
Находится на расстоянии примерно 17 километров по прямой на восток-юго-восток от районного центра села Пономарёвка.

## История
Основан посёлок жителями села Максимовка в период 1924—1928 годов. Название дано по основателю Петру Седых. Альтернативные названия Козловка и Пионер.

## Население
Постоянное население составляло 4 человека в 2002 году (русские 100 %), 0 в 2010 году.